# غرير أوراسي
الغُرَير أو الغُرَير الأوراسي أو الزبزب هو جنس من حيوانات الغرير يحتوي على أربعة أنواع حية وهي الغرير الياباني، والغرير الآسيوي، والغرير القوقازي [الإنجليزية]، والغرير الأوروبي. في تصنيف أقدم، كان يُنظر إليهم على أنهم نوع واحد بثلاثة نويعات. هناك أيضًا العديد من الأعضاء المنقرضة من الجنس. ينتمي هذا الجنس إلى الفصيلة الفرعية Melinae التي بدورها تنتمي إلى فصيلة ابن عرس.